# 勤労者財産形成貯蓄制度
勤労者財産形成貯蓄制度（きんろうしゃざいさんけいせいちょちくせいど）は、勤労者財産形成促進法（昭和46年法律92号)に基づき、勤労者の貯蓄や持家取得の促進を目的として、勤労者が事業主の協力を得て賃金から一定の金額を天引きして行う日本の貯蓄商品の形態である。単に「財形貯蓄」（ざいけいちょちく）、「財形」とも言う。
所管官庁は厚生労働省（旧労働省）であり、勤労者財産形成促進業務として雇用・能力開発機構が管轄していたが、独立行政法人雇用・能力開発機構法を廃止する法律の施行により2011年10月1日付けで同機構が廃止される事に伴い、財形教育融資制度を除いて同日から勤労者退職金共済機構へ移管・承継された。

## 概要
勤労者財産形成貯蓄制度を導入している事業主（雇用者）で勤労する勤労者（被用者）が任意で利用する貯蓄商品の一種である。勤労者と取扱金融機関の間で締結した契約に基づき、事業主からの給与支給時に控除（天引き）され、控除された積立金を事業主が取扱金融機関へ送金し、勤労者の財形口座に預け入れられる形となる。
財形貯蓄の契約手続きは事業主を介して取扱金融機関へ書類を送付するのが一般的であるが、中小企業においては1996年に導入された財形事務代行制度に基づき、地域の中小企業を対象とした福利厚生団体（社団法人など）へ業務委託のうえ制度を導入している場合もあり、この形態では福利厚生団体との間で手続きすることになる。
給与から天引きされるように事業者が関わっているため、給与明細をコンピュータ処理で発行・管理している事業主では月次の預入残高などを記載する欄が設けられているケースもある。
財形貯蓄には積立の目的に応じて次の3種類がある（後項詳述）。
- 一般財形貯蓄
- 財形年金貯蓄
- 財形住宅貯蓄

財形貯蓄制度の特徴として、財形年金貯蓄と財形住宅貯蓄に預け入れし、制度に定められた目的で貯蓄を引き出す（払い戻す）場合、両方の元本を合計した額の550万円（財産形成年金定額郵便貯金および、財形年金における生命保険又は年金普通傷害保険の保険料、生命共済の共済掛け金、簡易生命保険<年金商品>の保険料にかかるものについては元本385万円）までの範囲で生じた利子所得・配当所得が非課税となる非課税限度額（マル財:丸囲みで「財」表記））が設けられており、税制優遇貯蓄となっている点が大きい。また、財形契約者を対象とした#財形公的融資制度も用意されている。

但し、以下に該当する場合は預貯金の利子や投資信託などの配当金に対して、同種の店頭販売商品と同じく所得税と住民税が課税（基本的に源泉徴収）されることになる。
- 一般財形貯蓄である場合
- 財形年金貯蓄・財形住宅貯蓄において、所定の目的に適合せず引き出した（解約を含む）場合
- 財形年金貯蓄に於いて、退職後も非課税措置の継続のために必要な「財産形成年金貯蓄の非課税適用確認申告書」（最終積立から2ヶ月以内に提出）などの手続きを怠った場合。
- 財形年金貯蓄・財形住宅貯蓄において、預入元金がマル財非課税限度額を超過した場合（目的に適合して引き出した場合であっても全額課税される）

転職または退職して1年以内に再就職した場合は、新たな事業主が財形貯蓄制度を導入していれば、従前の契約に基づいた財形貯蓄を契約し、残高をへ移し変えることができる。また、一般財形貯蓄に限っては、3年以上保有している場合に勤労者の任意で他の一般財形貯蓄の商品へ預け替えすることができる。
金融機関によっては、財形預貯金や財形金融債保護預かり口座の残高・財形保険の解約返戻金を担保に貸し付ける（当座貸越・契約者貸付）サービスを設けている所もある。また、預金取扱金融機関における取引優遇サービスの判定に、財形貯蓄残高も預かり資産残高の算入対象としたり（メインバンク総合サービス・みずほマイレージクラブなど）、ローン金利の引き下げ条件としている（中央労働金庫など）事例がある。
勤労者を対象としている性質上、各労働金庫において預金額の中心を占める商品となっている。

## 財形貯蓄の種類
いずれも、使用者（事業主）が財形貯蓄制度を導入し、そこで雇用されていることが前提となる。公共職業安定所（ハローワーク）の求人票には財形貯蓄制度の有無が記されている。

### 一般財形貯蓄
- 要件
  - 勤労者であること
  - 事業主を通して賃金から天引きで預入れすること
  - 3年以上の期間にわたって、毎月又は賞与期ごとに預入れをすること
  - 一部引き出しや解約は随時自由であるが、マル財非課税限度枠の対象外
- 転職の際の継続措置

勤労者が財形貯蓄制度を導入している他社へ転職した場合、退職後1年以内に転職先の事業主を通して申し出ることによって、従前の契約に基づいた一般財形貯蓄を転職先での新契約へ移し変えることができる。

### 財形住宅貯蓄
- 目的
  - 財形住宅貯蓄は、勤労者が住宅を取得する目的で、金融機関等に貯蓄するもの
- 非課税限度額
  - 元本550万円を限度として利子所得が非課税となっている。
  - ただし、財形年金貯蓄と財形住宅貯蓄の両方に加入する場合は、両方を合計した額の550万円までが非課税となる。また、住宅の取得や増改築等の頭金に充てる目的以外で払い出すときは、利子所得が課税対象となる。
- 要件
  - 契約締結時に55歳未満の勤労者であること。
  - 1人1契約に限ること。
  - 事業主を通して勤労者の賃金から天引きして預入れすること。
  - 5年以上の期間にわたり、定期的に積立を行うこと。
  - この契約に基づく預貯金等は、住宅の取得や増改築等の頭金に充てる場合を除き、払出しをしないこと。
  - 頭金を控除した後の残金については、事業主等から貸付を受けて支払う旨が明らかにされていること。
- 転職した場合の継続措置
  - 勤労者が財形貯蓄制度を導入している他社へ転職した場合、退職後1年以内に転職先の事業主を通じて申し出ることにより、従前の契約に基づいた財形住宅貯蓄を転職先での新契約へ移し変えることができる。

### 財形年金貯蓄
- 目的
  - 勤労者が老後の生活の安定を図る目的で、金融機関等に貯蓄するもの。
- 非課税限度額
  - 元本550万円（郵便貯金、生命保険又は損害保険の保険料、生命共済の共済掛け金、簡易生命保険<年金商品>の保険料にかかるものについては元本385万円）を限度に利子等が非課税となる。
  - ただし、財形年金貯蓄と財形住宅貯蓄の両方に加入する場合は、両方を合計した額の550万円までが非課税となる。また、年金を受け取る目的以外で払い出すときは、住宅貯蓄と同様課税対象となる。
- 要件
  - 契約締結時に55歳未満の勤労者であること。
  - 1人1契約に限ること。
  - 事業主を通して勤労者の賃金から天引きして預入れすること。
  - 5年以上の期間にわたり、定期的に積立を行うこと。
  - 年金支払開始までに据置期間を置く場合は、その期間が5年以内であること。
  - 年金給付は、60歳以降、契約所定の時季から5年以上にわたり定期的に受け取ること。
  - この契約に基づく預貯金は、年金の支払い等の場合を除き、払出しを行わないこと。

- 転職した場合の継続措置
  - 財形住宅貯蓄と同じである。

老後資金としての用途が想定されているため、支払い（引き出し）方法が、支払い開始から5年以上の年金形式（元金と利子の合計額を年金として均等分割で支給）に限定されている。

### 財形貯蓄商品
基本的に「財形貯蓄専用の金融商品」を介して積み立てることになる。定期預金の金利（店頭公表金利）など運用利回りは店頭窓口で取り扱う一般向け商品と同一であるのが殆どである。預貯金以外は元本割れのリスクが伴うことに留意する必要がある。
- 財形預金・貯金
  - 積立定期預金
  - 財産形成定額郵便貯金
  - 財産形成貯金（ゆうちょ銀行・JAバンクなど一部の組織系金融機関）

これらは契約時に指定した一定の積立期間・残高ごとに一つの定期性預貯金（スーパー定期・期日指定定期預金・定額貯金など）としてまとめられ、満期後は自動継続される形態である。

- 財形金融債

- 信託
  - 金銭信託
  - 貸付信託
  - 公社債投資信託
  - 株式投資信託
  - 国債・地方債
  - 政府保証債
  - 社債

- 生命保険
  - 生命保険
  - 簡易生命保険
  - 生命共済

一般財形・財形住宅 - 養老保険・終身保険型、財形年金 - 定額個人年金保険をベースとしたもの。解約までの契約期間中、払込額以上の死亡保障が備わっている商品が一般的。
- 年金積立型普通傷害保険

など

## 取扱い金融機関
都市銀行、長期信用銀行、信託銀行、地方銀行、第二地方銀行、信用金庫、信用組合、労働金庫、農業協同組合・農業協同組合連合会、漁業協同組合、漁業協同組合連合会、証券会社、生命保険会社、損害保険会社、農林中央金庫、商工組合中央金庫、郵便貯金（郵便貯金・簡易生命保険管理機構）、ゆうちょ銀行など。
但し、勤労者の事業主が締結している金融機関に限定される。

## 財形公的融資制度
財形契約者を対象とした、以下の2つの公的融資制度が存在する。申込時の要件となる財形残高は金融機関発行の残高証明書を根拠とするため、融資決定後にその財形から一部引き出しや解約によって残高を取り崩し、自己資金とすることもできる。但し、教育資金や、住宅関連資金を財形住宅以外から引き出した場合は財形に対して利子・配当所得が課税されることになる。
前出の通り、制度を所管する雇用・能力開発機構が2011年9月30日を以て廃止されることにより、翌10月1日から当制度の一部改定が実施される。

### 財形持家個人融資制度
財形貯蓄（一般・年金・住宅問わない）に加入し、預入残高が50万円以上・預入期間が1年以上継続・最終預入から2年以内など一定の条件を満たした勤労者は、住宅購入あるいはリフォーム・増改築に必要な資金の融資が受けられる。融資額は50万円以上財形残高の10倍（最大4000万円）まででかつ所要額の8割以内の範囲までとなる。5年間の固定金利での融資となる。
公務員は所属する共済組合の制度による貸付となる。サラリーマンなどの勤労者は、雇用・能力開発機構の融資を元に事業主が委托した財形住宅金融株式会社あるいは事業主から融資を受ける「転貸融資制度」の利用が優先される。
転貸融資制度が事業主に無い場合や、転退職が近いなどの場合は住宅金融支援機構または沖縄振興開発金融公庫（沖縄県のみ）の「財形住宅融資制度」を利用することになる。但し、こちらは転貸融資よりも貸付利率が高い。なお、事業主が負担軽減措置（融資に応じた利子補給など福利厚生制度）を講じていない場合は申し込み要件に満たないため、勤労者が事業主に個別確認する必要がある。
転貸融資制度は雇用・能力開発機構の廃止により、2011年10月1日から勤労者退職金共済機構へ移管される。

### 財形教育融資制度
「がくゆうローン」の愛称がある。財形貯蓄（一般・年金・住宅問わない）に加入し、一定の条件を満たした勤労者は、雇用・能力開発機構から財形残高の10倍（最大450万円）以内の範囲で本人又はその親族が教育を受けるために必要な資金の直接融資が受けられる。申し込み手続きは雇用・能力開発機構の代理店となっている金融機関店舗で行う。
雇用・能力開発機構の廃止に伴い（事業承継されず）、2011年9月30日申し込み分で新規融資を中止する。

## その他
上記のほか、「財形給付金・基金制度」がある。

### その他給与天引き型の金融商品
財形とは無関係でありマル財の対象にはならない
- ミリオン (投資信託)
- 個人年金保険
- 確定拠出型年金
- 社員総合口座・社内預金